# Бергер, Маркус
Ма́ркус Бе́ргер (нем. Markus Berger; род. 21 января 1985, Зальцбург) — австрийский футболист, защитник; тренер.

## Карьера
Начать взрослую футбольную карьеру в австрийской команде «Рид» Бергеру помог его опыт выступлений за молодёжные команды немецкой бундеслиги — «Штутгарт» и «Айнтрахт» (Франкфурт-на-Майне). В 2007 году Маркус перешёл в португальскую «Академику» на правах свободного агента. Будучи практически без игровой практики на протяжении сезона 2007/08, он забивает уже в пятом матче за «Академику» в игре против «Бенфики».
В январе 2009 года Бергер отправился на медицинское обследование в шотландский «Хиберниан». Агент Маркуса утверждал что уже достигнута договорённость по аренде Бергера в Шотландию, и он переедет на Туманный Альбион, а в конце сезона может быть выкуплен за 500 тысяч фунтов, но сделка так и не состоялась.
30 декабря 2011 года Бергер подписал трёхлетний контракт с одесским «Черноморцем». 3 марта 2014 года покинул клуб из-за нестабильной обстановки на Украине. В 2014 году подписал контракт с норвежским «Стартом». 19 июня 2014 года подписал контракт с «Уралом». В январе 2015 года по обоюдному согласию сторон расторг контракт с футбольным клубом «Урал» и присоединился к «Жил Висенте».

## Достижения
- Финалист Кубка Украины: 2012/13
- Финалист Суперкубка Украины: 2013